# Raión de Yaroslávskaya
El raión de Yaroslávskaya (del ruso: Ярославский район) fue una división administrativa del krai de Krasnodar de la República Socialista Federativa de Rusia en la Unión de Repúblicas Socialistas Soviéticas que existió entre 1934 y 1962. Su centro administrativo era Yaroslávskaya. En 1959 contaba con 22 025 habitantes.

## Historia
El raión fue establecido el 31 de diciembre de 1934 como parte de la composición del krai de Azov-Mar Negro sobre territorio que hasta entonces pertenecía al raión de Labinsk. Inicialmente estaba compuesto por seis selsoviets: Voroshilovski, Kostromskói, Krasnokutski, Mojoshevski, Unarokovski y Yaroslavski. El 13 de septiembre de 1937 pasa a formar parte del krai de Krasnodar. Los selsoviets Benokovski, Mostovski, Perepravnenski y Jamketinski del disuelto raión de Mostovskói forman parte del raión entre el 22 de agosto de 1953 y el 23 de junio de 1955, en que pasan al raión de Psebai.
El 28 de abril de 1962 el raión es anulado y su territorio agregado al raión de Labinsk.